# Майнхеринги
Майнхерингите (на немски: Meinheringer) са благороднически род от Саксония, Германия.
Майнхерингите са от 1170 до 1426 г. бургграфове на Майсен. През 1215–1297 г. членове на фамилията са бургграфове на Наумбург и Фрайбург на Унструт, графове на Мансфелд 1230–1319 г. и графове на Остерфелд 1258–1349 г. От 1280 г. фамилията е първият притежател на графство Хартенщайн. Притежават от 1329 до 1426 г. замък и господство Фрауенщайн, които получава обратно курфюрст Фридрих I от Саксония от род Ветини.
Първият известен от фамилията е Майнхер I (* пр. 1171; † между 18 август 1217 и 8 януари 1218), 1171 г. като praefectus, 1196 г. като граф фон Вербен (замък Вербен, Вайсенфелс), 1199 г. бургграф фон Майсен; женен (1187) за Ирментрут († сл. 1218).
Бездетният бургграф Хайнрих II († 15 юни 1426) е убит в битката при Аусиг. С него линията на фамилията бургграфове на Майсен изчезва, и крал Сигизмунд Люксембургски на 21 юли 1426 г. в Блинденбург дава на Хайнрих I фон Плауен Бургграфство Майсен и графство Хартенщайн.